# Portraits de la famille Vickers
Les portraits de la famille Vickers sont un ensemble de tableaux réalisés par John Singer Sargent entre 1884 et 1914.

## Histoire
La commande initiale fut passée à Sargent par le colonel Thomas Vickers (1833-1915), président de la société Vickers, importante entreprise britannique d'équipement militaire fondée en 1828 par son père, Edward Vickers, et par le beau-père de celui-ci, George Naylor.
Marié à Frances Mary Douglas, Thomas Vickers avait deux fils (Douglas et Ronald) et quatre filles (Florence Evelyn, Mabel Frances, Clara Mildred et Dorothy).
Le premier de ces portraits est celui des Demoiselles Vickers, dont Sargent reçut la commande peu avant l'exposition en 1884 de Madame X, dont l'érotisme fit scandale auprès du grand public et de la critique. Inquiet de ces réactions négatives, Sargent craignit que ses clients habituels ne fassent plus appel à lui. Cependant, les Vickers ne revinrent pas sur leur décision et, en juillet 1884, l'artiste se rendit dans leur propriété de Sheffield afin de commencer à travailler. Satisfait du résultat, le colonel Vickers lui demanda de peindre le portrait de sa femme et de ses fils, puis d'autres membres de la famille. Sargent était lié d'amitié avec les Vickers, qui l'invitaient souvent à leurs dîners.

## Galerie

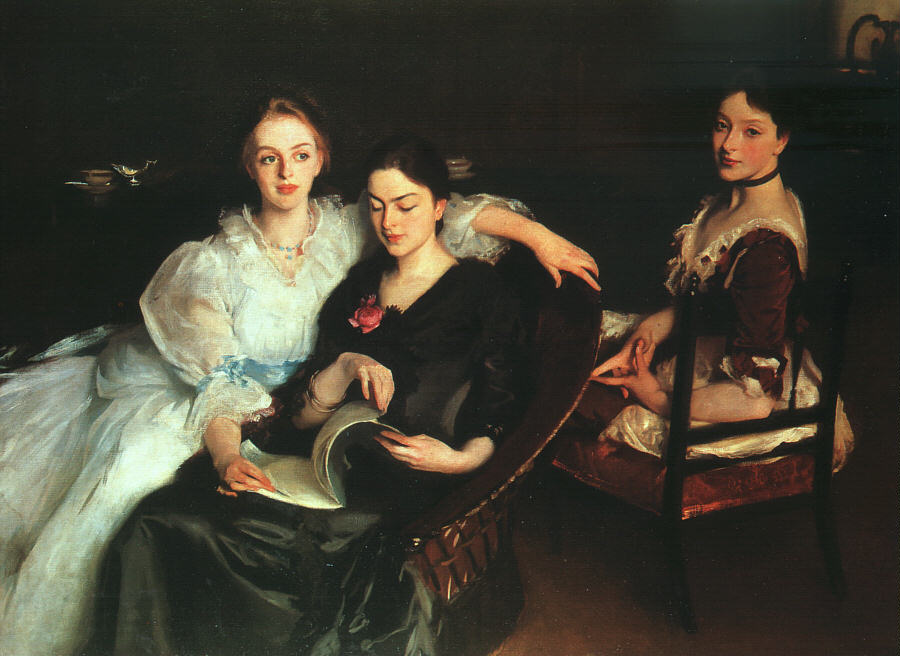
Les Demoiselles Vickers (filles de Thomas Vickers), 1884
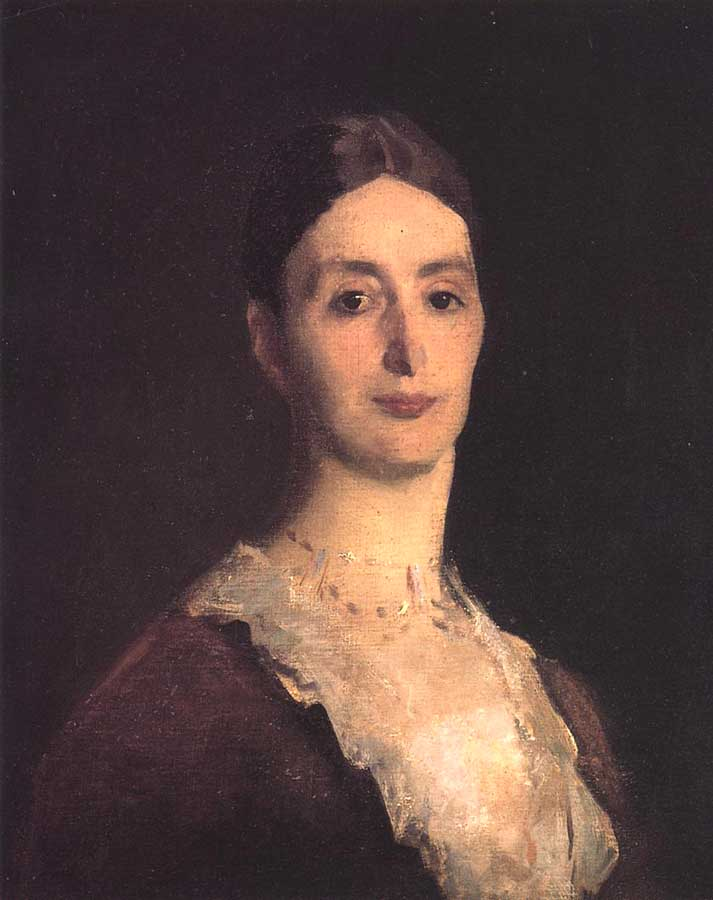
Frances Mary Vickers (épouse de Thomas Vickers), 1884
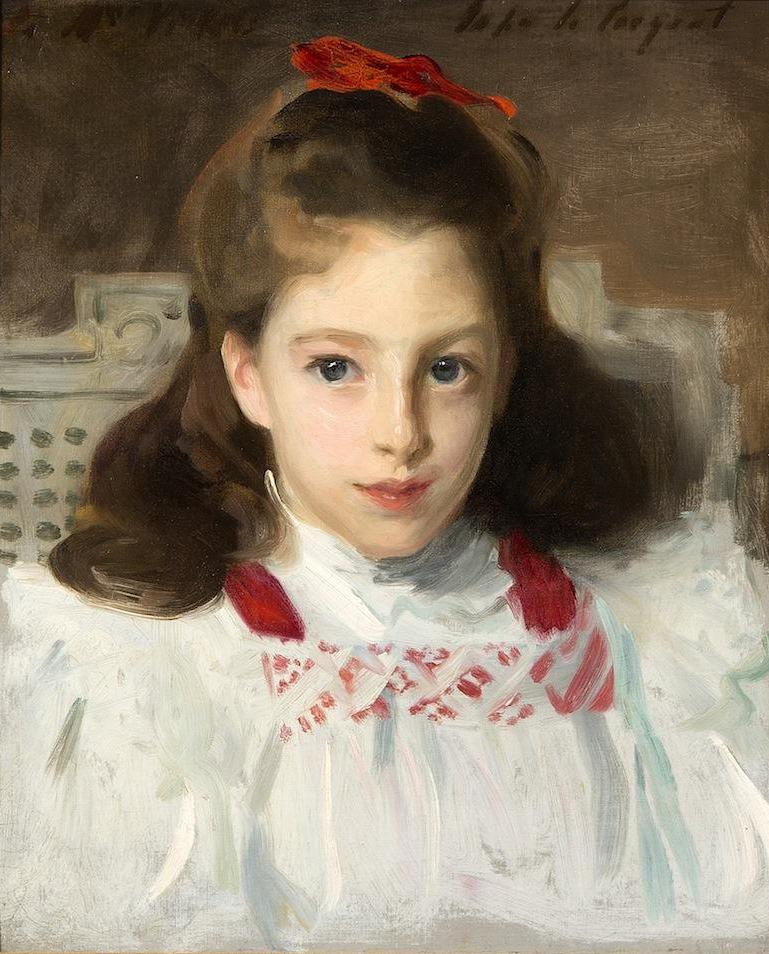
Miss Dorothy Vickers (fille de Thomas Vickers), c. 1884
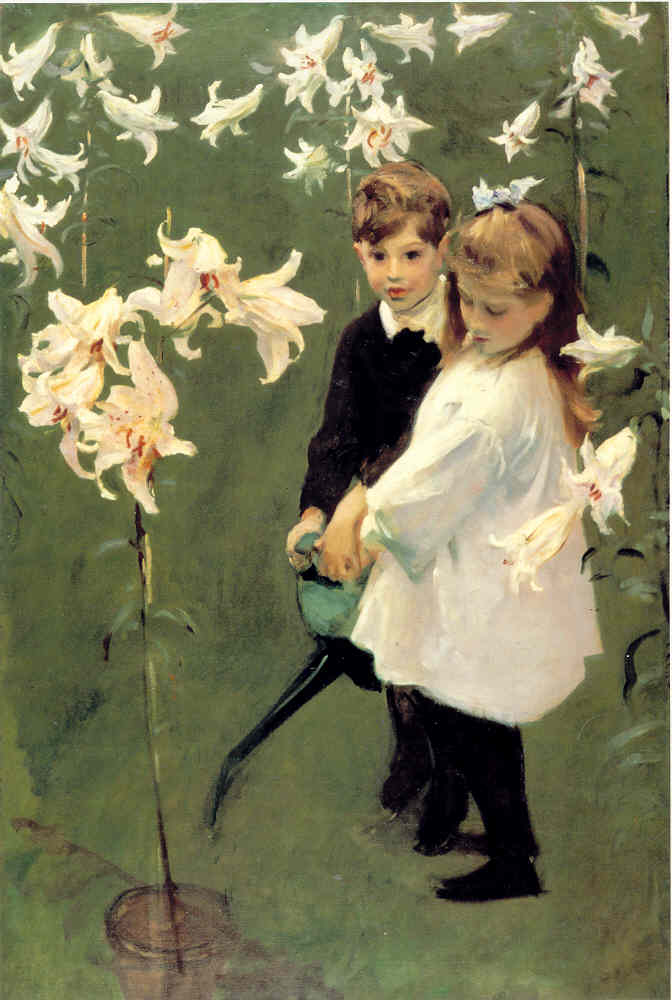
Garden Study of the Vickers Children, 1884

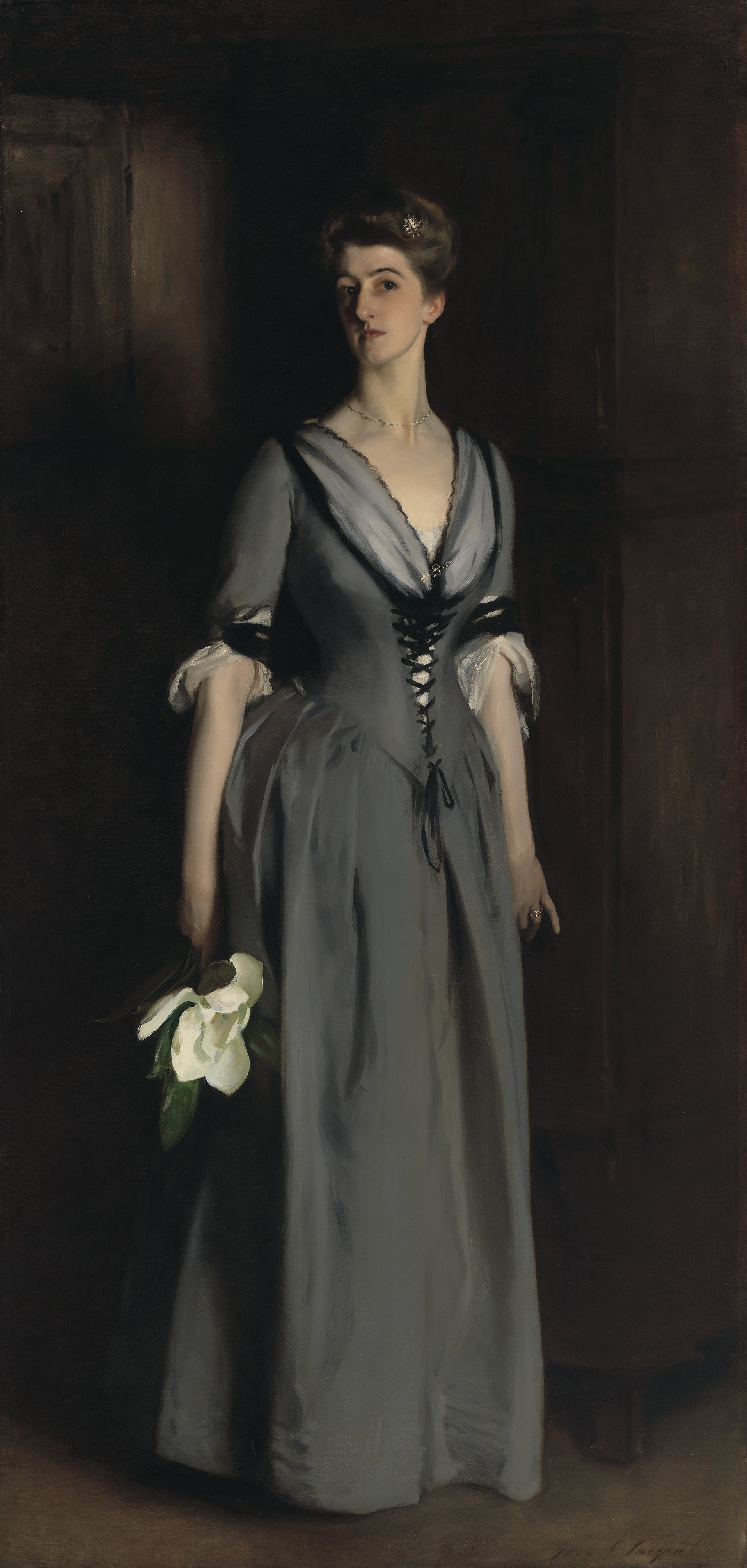
Mrs Albert Vickers (née Edith Foster, belle-sœur de Thomas Vickers), 1884
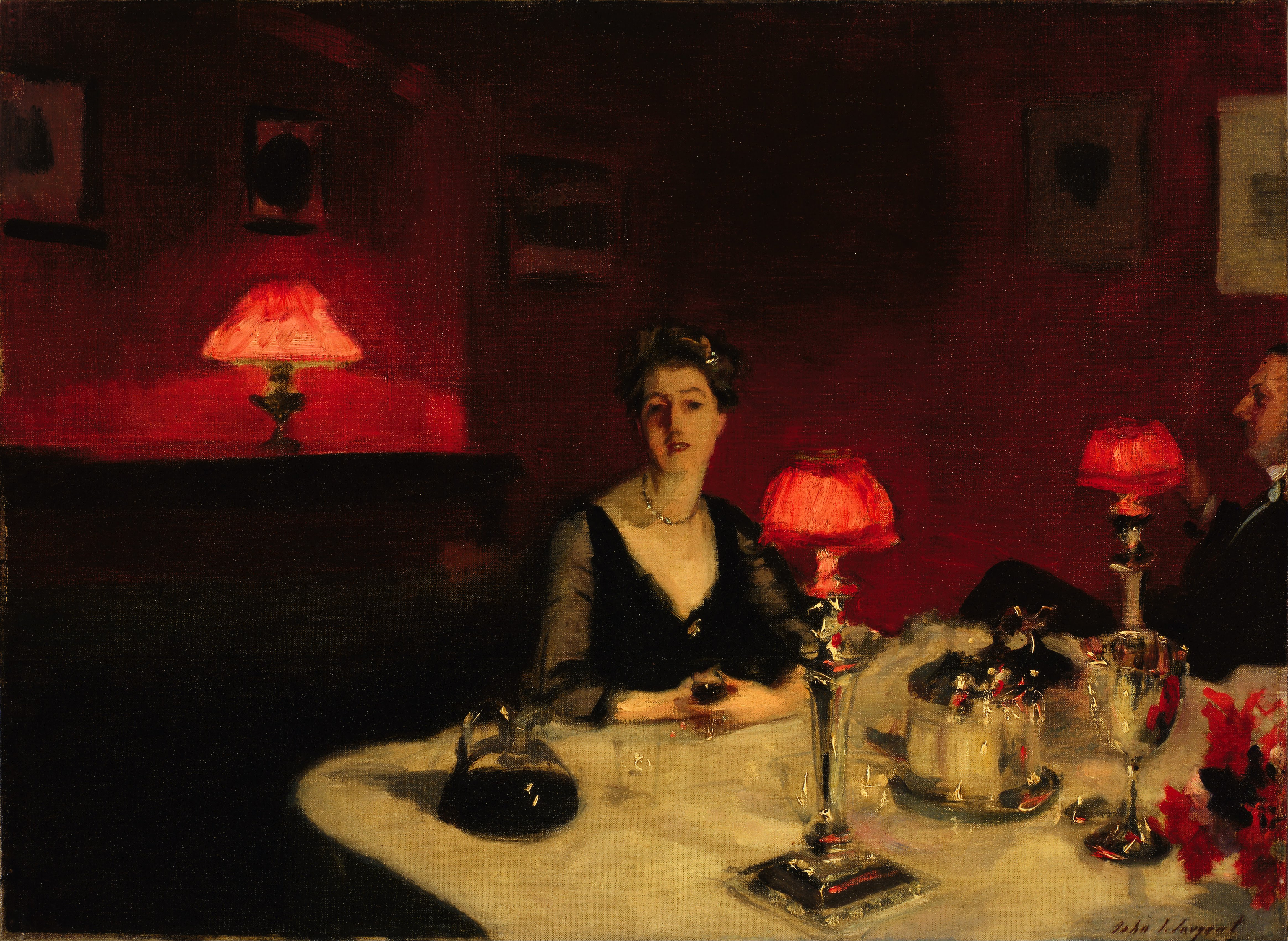
The Dinner Table (Mr et Mrs Albert Vickers, frère et belle-sœur de Thomas Vickers), 1884
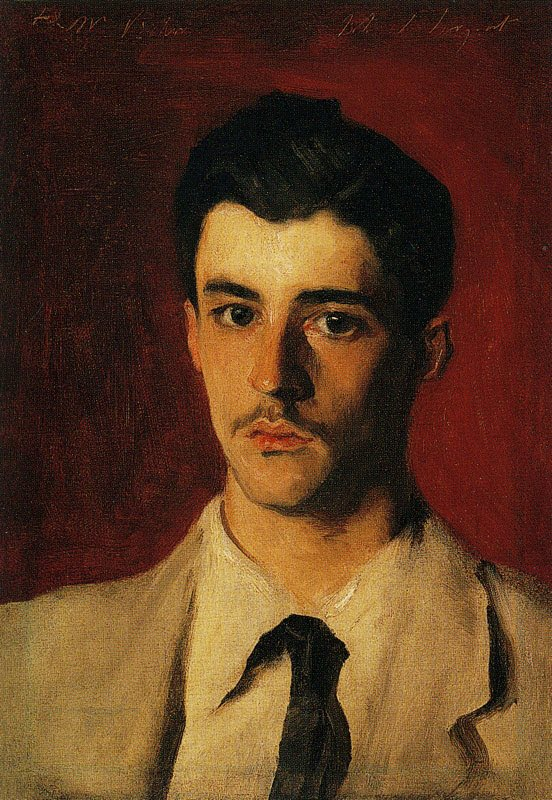
Edward Vickers (neveu de Thomas Vickers), c. 1884
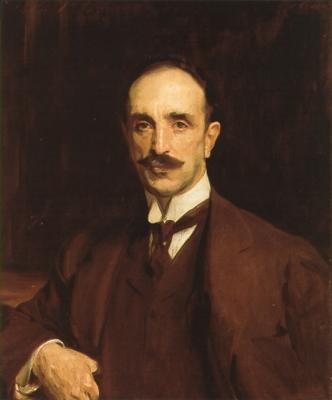
Douglas Vickers (fils de Thomas Vickers), 1914